# Daniele Farlati
Daniele Farlati (* 22. Februar 1690 in San Daniele del Friuli; † 25. April 1773 in Padua) war ein Kirchenhistoriker und Jesuit. Sein bekanntestes Werk ist Illyricum Sacrum, eine monumentale Arbeit über die kirchlichen Verhältnisse in den Balkanländern.
Farlati besuchte in Görz die Schule und trat 1707 in Bologna in den Jesuitenorden ein. Fünf Jahre arbeitete er als Lehrer für Griechisch und Latein am Jesuitenkolleg in Padua, ging dann nach Rom, um sein Theologiestudium abzuschließen und wurde 1722 zum Priester geweiht.
Zurück in Padua wurde er Assistent des Kirchenhistorikers Filippo Riceputi. Dieser hatte den Plan gefasst, eine großangelegte Kirchengeschichte Illyriens zu verfassen. Dazu hatte er 1720 ein Arbeitspapier in Druck gegeben. 20 Jahre trugen Riceputi und Farlati aus Archiven und Bibliotheken Material für dieses Werk zusammen, das nach Abschluss der Recherchen mehr als 300 umfangreiche Manuskriptbände umfasste. Bis zum Tod Riceputis (1742) war nur das Martyrologium Illyricum und die Lebensbeschreibung des hl. Pietro Orseolo fertiggestellt. Farlati musste nun als verantwortlicher Herausgeber und Hauptautor weitermachen. Sein Assistent wurde der Jesuit Jacopo Coleti.
Der erste Band von Illyricum Sacrum erschien 1751 in Venedig, drei weitere Bände folgten in kurzem Abstand. Kurz bevor der fünfte Band in den Druck gegeben wurde, starb auch Daniele Farlati. Den letzten Band veröffentlichte Coleti erst 1818.
Illyricum Sacram ist bis heute eine wichtige Quelle zur Kirchengeschichte der Balkanländer Albanien, Bosnien, Kroatien, Montenegro und der angrenzenden Gebiete. Viele Originalquellen, die Farlati zur Verfügung gestanden haben, sind heute verloren oder nur schwer zugänglich.

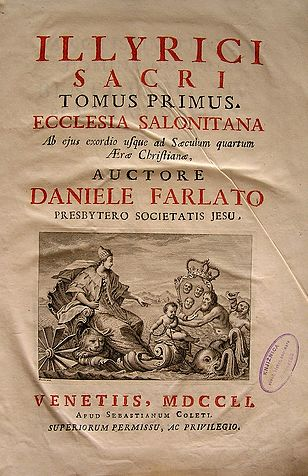
Illyricum Sacrum, Titelblatt des ersten Bandes

## Werk
Illyricum Sacrum:
- Ecclesia Salonitana, ab ejus exordio usque ad saeculum quastum aerae Christianae. (1751)
- Ecclesia Salonitana, a quarto saeculo aerae Christianae usque ad excidicem Salonae. (1753)
- Ecclesia Spalatensis olim Salonitana (1765)
- Ecclesia suffraganeae metropolis Spalatensis (1769)
- Ecclesia Jadertina (1775)
- Ecclesia Ragusina (mit Jacopo Coleti 1800)
- Ecclesia Diocletana, Antibarensis, Dyrrhachiensis, et Sirmiensis (mit Jacopo Coleti 1817)
- Ecclesia scopiensis, sardicensis, marcianopolitana, schridensis et ternobensis. (Jacopo Coleti 1819)

Weiteres:
- De artis criticae inscritia antiquitati. (1777)